# François Hanriot

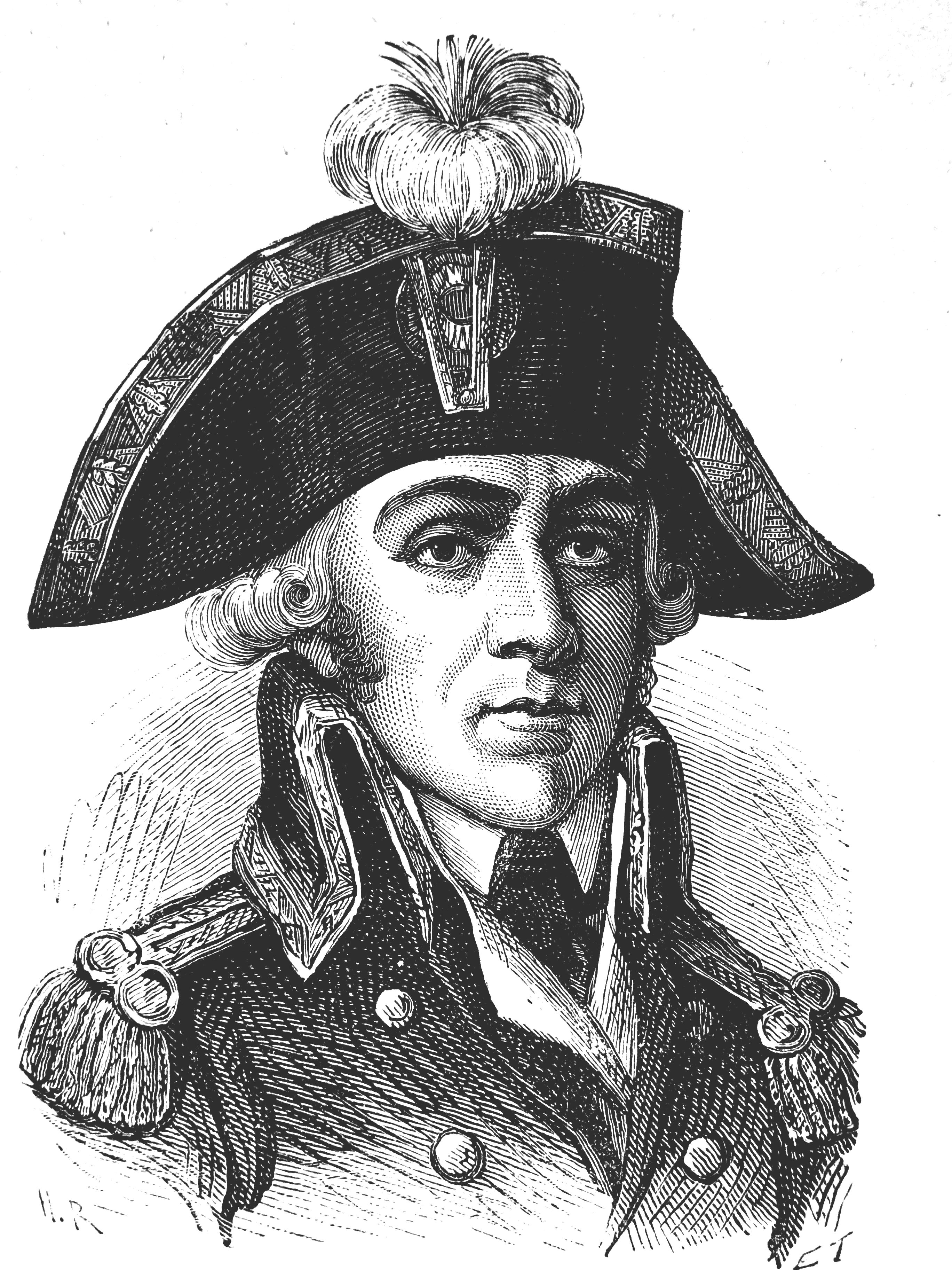
François Hanriot, retrat per H. Rousseau (1889).

François Hanriot (Nanterre, 3 de setembre de 1761 – 28 de juliol de 1794) va ser un líder jacobí francès durant la Revolució francesa, que va tenir un paper clau en la caiguda dels Girondins.

## Biografia
François Hanriot nasqué a Nanterre, un suburbi de París. Els seus pares eren criats de la burgesia de París
Hanriot va exercir diversos oficis.
Va ser un orador per a una secció local dels sans-culottes.
Hanriot aviat va ser conegut pel seu punt de vista antiaristocràtic. Va ser soldat a la Guàrdia Nacional francesa i va arribar a ser-ne capità.
El 30 de maig de 1793 la Commune nomenà Hanriot "Commandant-General" de la Guàrdia Nacional de París, i ordenà que les seves tropes marxessin l'endemà cap al Palau Nacional. El seu propòsit era forçar la Convenció per dissoldre els comitès de Salvació Pública i arrestar 22 girondins seleccionats. El President de la Convenció, Herault de Sechelles, va demanar a Hanriot que marxés amb les seves tropes, però ell s'hi negà.
Hanriot intentà alliberar Robespierre i altres presoners, però ell mateixt va ser arrestat. Va ser portat en el mateix carro que Robespierre i morí guillotinat el 28 de juliol de 1794.